# TERプロヴァンス＝アルプ＝コート・ダジュール
TERプロヴァンス＝アルプ＝コート・ダジュール（テーウーエル・プロヴァンス＝アルプ＝コート・ダジュール、フランス語: TER Provence-Alpes-Côte d'Azur）は、フランスのプロヴァンス＝アルプ＝コート・ダジュール地域圏を管轄するフランス国鉄（SNFC）の地域鉄道ネットワークである。通称、TER Zou !（テーウーエル・ズー）。
運営も同様にSNCFの管轄ではあるが、ニースとマルセイユ間は、2021年に同地域が実施した競争入札を勝ち抜いたトランスデヴの子会社によって2025年6月から運営される予定である。毎日10万人の利用者が利用している。